# OpenStreetMap Foundation
Фонд OpenStreetMap является компанией с ограниченной ответственностью, зарегистрированной в Англии и Уэльсе, 22 августа 2006 г. Это некоммерческий фонд, целью которого является поддержка и создание условий для развития свободно используемых геопространственных данных. Как следует из названия, он тесно связан с проектом OpenStreetMap, хотя его устав не запрещает ему поддерживать другие проекты.

## Структура

### Членство
OSMF является членской организацией, все члены которой имеют право голоса на общем собрании, посвященном деятельности фонда. Члены OSMF не определяют, как работает OpenStreetMap, а лишь то, как фонд поддерживает движение OpenStreetMap. Членство открыто для всех при уплате членского взноса в размере 15 фунтов стерлингов в год.
С сентября 2013 года фонд принимает корпоративное членство в категории «ассоциированных членов» (без права голоса). Членами фонда являются: Geofabrik, Geotab, Naver, NextGIS и Mapbox.
По состоянию на декабрь 2018 года фонд насчитывает 972 обычных члена, 515 ассоциированных членов и 28 корпоративных членов.

### Совет
Фонд управляется правлением, состоящим из семи членов, включая должностных лиц фонда: председателя, секретаря и казначея.
По состоянию на март 2020 года текущая комиссия:
- Аллан Мустард Архивная копия от 23 апреля 2020 на Wayback Machine (председатель)
- Джост Шуппе Архивная копия от 3 августа 2020 на Wayback Machine (секретарь)
- Гийом Ришар Архивная копия от 15 марта 2020 на Wayback Machine (казначей)
- Микель Марон
- Пол Норман Архивная копия от 24 февраля 2022 на Wayback Machine
- Рори МакКенн Архивная копия от 19 сентября 2020 на Wayback Machine
- Тобиас Кнерр

### Местные отделения
Фонд работает в партнерстве с местными отделениями, которые координируют деятельность картографических сообществ различных стран:
| Страна         | Наименование                                                                                                   |
| -------------- | --- |
| Бельгия        | Open Knowledge Belgium Архивная копия от 12 ноября 2018 на Wayback Machine, trading as «OpenStreetMap Belgium» |
| Франция        | OpenStreetMap France Архивная копия от 15 марта 2022 на Wayback Machine                                        |
| Германия       | FOSSGIS Архивная копия от 13 марта 2022 на Wayback Machine, trading as «OpenStreetMap Deutschland»             |
| Исландия       | OpenStreetMap á Íslandi Архивная копия от 13 июня 2021 на Wayback Machine                                      |
| Ирландия       | OpenStreetMap Ireland CLG Архивная копия от 2 февраля 2022 на Wayback Machine                                  |
| Италия         | Wikimedia Italy Архивная копия от 16 сентября 2020 на Wayback Machine, trading as «OpenStreetMap Italia»       |
| Швейцария      | Swiss OpenStreetMap Association Архивная копия от 3 марта 2022 на Wayback Machine                              |
| Великобритания | OpenStreetMap United Kingdom Архивная копия от 21 января 2022 на Wayback Machine                               |
| Россия         | OpenStreetMap Россия Архивная копия от 15 ноября 2021 на Wayback Machine                                       |

## Финансирование
Фонд финансируется за счет сочетания членских взносов и специальных более крупных пожертвований. В частности, компания MapQuest пожертвовала фонду 50 000 долл. США в 2011 году, а компания Esri пожертвовала нераскрытую сумму в 2012 году.